# Блок 44
Блок 44 је један од блокова на Новом Београду. Блок 44 је стамбено насеље са ламелама белих шестоспратних зграда, без икаквих индустријских објеката. Комерцијални сектор развијен је дуж улице Јурија Гагарина. Кроз средину блока, паралелно са улицом Јурија Гагарина пролази шеталиште „Лазаро Карденас”. Шеталиште се наставља у оба правца, кроз Блок 45 и Блок 70. Дуж целог блока поред реке Саве налази се Савски кеј који је омиљено место за одмор, рекреацију и шетњу на зеленим површинама, али и за провод у бројним угоститељским објектима на сплавовима. Насеље је изграђено 1986. године.

## Локација
Блок 44 се налази у југозападном делу општине Нови Београд, на левој обали реке Саве, преко острва Аде Међице и Аде Циганлије. Смештен је између Блока 70 и Блока 45, а границе су улице: Нехруова, Јурија Гагарина и Гандијева. Преко улице Јурија Гагарина налази се и Блок 63, док са јужне стране блок 44 излази на реку Саву.

## Привреда и образовање
У Блоку 44 налази се:
| - Градска пијаца Блок 44, саграђена 1982. и реконструисана 2011. године, - Тржни центар Пирамида, отворена 1994, са око 800 локала и великим бројем услужних и занатских радњи. - Бројни угоститељски објекти (ресторани, кафићи) на сплавовима дуж Савског кеја. - Огранак Дома здравља Нови Београд. - Факултет за пословне студије и право. |

## Аква парк Београд
У Блоку 44 између савског кеја и стамбених зграда налази се градилиште спортско рекреативног комплекса Аква-парк Београд који је требало да буде други водени парк у Србији (први је изграђен у Јагодини, а у међувремену су изграђени и други аква паркови).
Изградња је почела у августу 2005. године, а требало је да буде отворен 25. маја 2006. године. Радови су прекинути у августу 2006. године због недостатка новца. Чак 12 инвеститора, од којих су тројица већ уплатила депозит, одустало је од финансирања изградње аква-парка. Један од водећих инвеститора у пројекту био је кошаркаш Жарко Паспаљ. Новац неопходан за наставак градње обезбедила је компанија „Генел“ из Новог Сада која је од почетка у овом пројекту. Изградња је настављена у јануару 2008. године, а отварање је било планирано за 25. мај 2008. године. Међутим, до јуна 2008. године завршено је само 75% грубих радова. Дан данас пројекат није завршен, градилиште је пусто и запуштено.
Аква-парк Београд требало је да обухвата површину од 50.000 квадратних метара, да има 11 базена, 24 тобогана и атракције као што су “Аладинова лампа” и “цунами” базен. Инвеститори су тврдили да ће имати најдужи “породични водени тобоган” (117 м) и лењу реку (405 м) у Европи, као и највећи базен у Европи, са површином од 1.600 квадратних метара и дечији комплекс (Дечији град). Такође, у другој фази, у околини од 20.000 квадратних метара требало је да буду изграђени покривени базени, куглана, клизалиште и други спортски објекти.

## Јавни превоз
Превоз до блока 44 обезбеђује ГСП Београд.
Три аутобуса имају своју окретницу на крају Нехруове улице, испред Савског кеја:
- линија 45 Блок 44 - Земун, Нови град[8]
- линија 82 Блок 44 - Земун, Кеј Ослобођења[9]
- линија 602 Блок 44 - СРЦ Сурчин[10]

На крају Гандијеве улице, такође испред Савског кеја, окретницу има и аутобус на линији 68 (Блок 70 - Зелени Венац).
Улицом Јурија Гагарина саобраћају аутобуси:
- линија 73 Блок 45 - Батајница, Железничка станица Батајница[12]
- линија 94 Блок 45 - Ресник[13]
- линија 610 Земун, Кеј Ослобођења - Јаково[14]

као и трамваји: 
- линија 7 Блок 45 - Устаничка[15]
- линија 9 Блок 45 - Бањица[16]
- линија 13 Блок 45 - Баново Брдо[17]

минибус линије
- линија Е1 Блок 45 - Устаничка улица, Вождовац[18]
- линија Е6 Блок 45 - Миријево[19]

И ноћне линије ГСП Београд
- линија 7н Блок 45 - Устаничка улица, Вождовац[20]
- линија 68н Трг Републике - Блок 45[21]

## Галерија
- Шеталиште у Блоку 44
- Улица која дели блокове 70 и 44
- Дом здравља у блоку
- Градска пијаца у Блоку 44